# Balak Ram

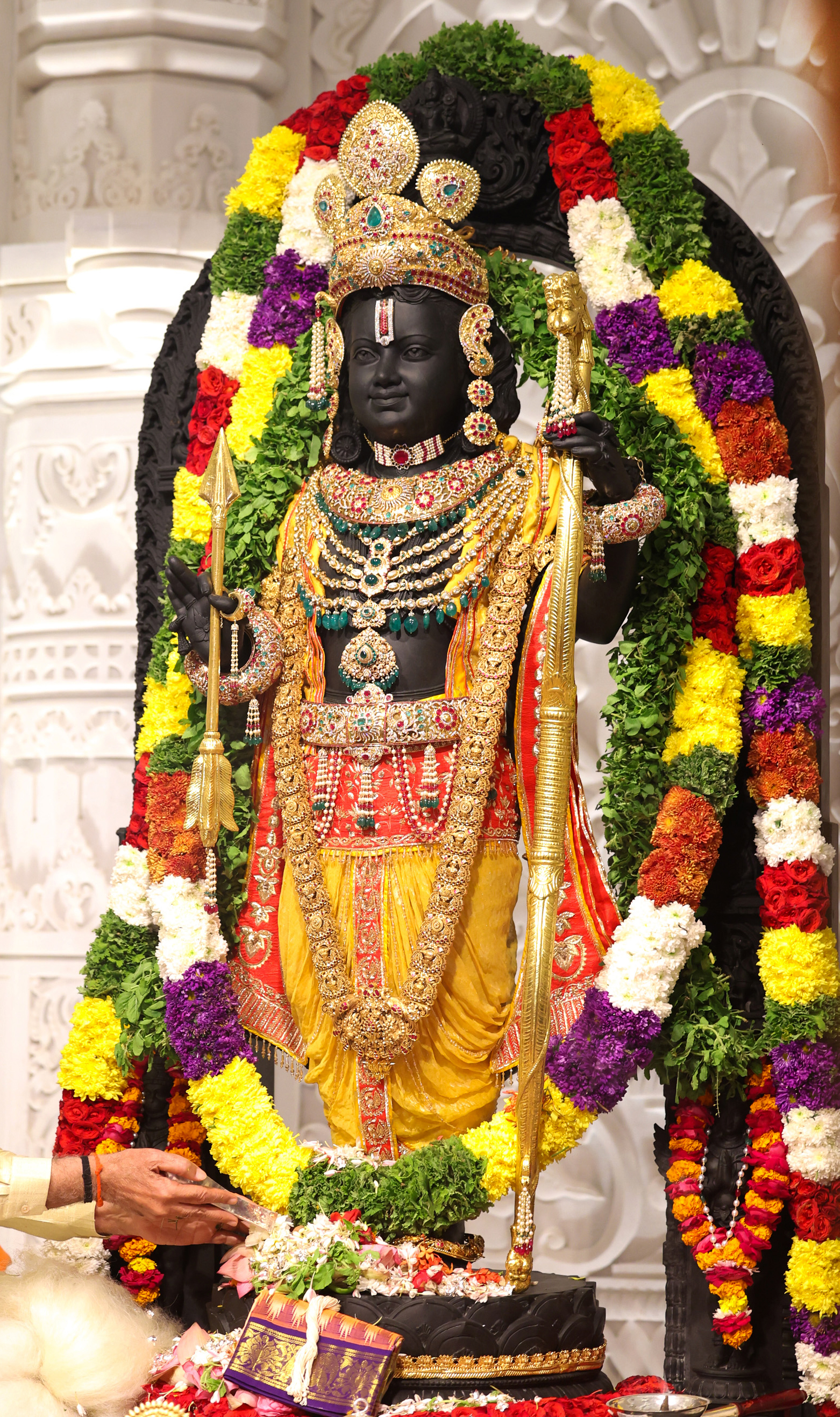
Balak Ram deity at Ram Mandir, Ayodhya

Balak Ram (Sanskrit बालकराम, IAST: Bālakarāma), auch bekannt als Ram Lalla ist das primäre Murti (Idol) des Ram Mandir eines prominenten Hindu-Tempels in Ram Janmabhoomi, dem Geburtsort der Hindu-Gottheit Rama in Ayodhya, India. Balak Rama ist im heiligen Sanctum Sanctorum (Garbha Griha) des Ram Mandir untergebracht, einem traditionellen Tempel im Nagara-Stil. Das Murti (Idol) wurde am 22. Januar 2024 in einer aufwändigen Prana Pratishtha-Zeremonie geweiht.
Rama ist eine der Hauptgottheiten des Hinduismus und wird von Hindus traditionell als siebter Avatar oder Inkarnation von Vishnu angesehen. Vor der Einweihung des Ram Mandir wurde die Gottheit mit dem früheren Namen Rām Lallā Virājamān bezeichnet, dessen Idol erstmals 1949 in der Anlage aufgestellt wurde. Der Standort des Ram Mandir und der Bau des Mandirs sind aufgrund des Abrisses einer Moschee umstritten früher an diesem Ort gelegen und ist ein wichtiges Thema der politischen Debatte in Indien.
Das Idol von Balak Ram stellt eine fünf Jahre alte Form von Lord Ram dar und wurde vom Bildhauer Arun Yogiraj unter Einhaltung des Shilpa Shashtra, einer heiligen Schrift der Bildhauerwelt, angefertigt. Am 17. April 2024 feierten Tausende von Gläubigen in ganz Indien das erste Ram Navami (Rams Geburtsfest) nach der Weihe des Ram-Tempels in Ayodhya mit Balak Ram Murti. Bei dieser Gelegenheit wurde die Stirn des Ram-Lalla-Idols mit einem Sonnenstrahl, bekannt als Surya Tilak, gesalbt.